# Константин Аријанит
Константин Аријанит (грчки: Κωνσταντῖνος Ἀριανίτης; умро 1050.) је био византијски генерал са титулом доместика схоле.

## Биографија
Константин је вероватно био у родбинским везама са Давидом Аријанитом, истакнутим генералом цара Василија II Бугароубице (976-1025). У изворима га први пут срећемо 1047. године када су Печенези прешли Дунав и напали византијске територије. Тада је Аријанит, према Јовану Скилици, носио титулу магистра, а касније и дуке Хадријанопоља. Аријанит се, заједно са Василијем Монахом и генералима Михаилом и Кегеном, супротставио Печенезима. Византинци односе победу, а Печенези су насељени у провинцији Мезији као федерати. Неколико година касније су се побунили против византијске власти. Аријанит је предводио војску која је поверена хетеријарху Константину која је кренула да угуши побуну. Аријанит је страдао у сукобу са Печенезима 1050. године.